# Куба либре
„Куба либре“ (на испански: Cuba libre, в превод на български език – „Свободна Куба“) е коктейл, съдържащ светъл ром (например Bacardi), кока-кола, сок от лайм (понякога без него) и лед, един от най-популярните коктейли в света.
Според оценки на компанията Bacardi, всеки ден по света се консумират шест милиона порции от този коктейл.

## История
Приготвен е за първи път в Хавана през 1900-те години, но точният му произход е неизвестен. Става популярен скоро след 1900 г., когато кока-кола в бутилки за пръв път е внесена в Куба от Съединените щати. Произходът на коктейла е свързан със силното присъствие на САЩ в Куба след испано-американската война от 1898 г.; традиционното название на напитката, Cuba libre („Свободна Куба“), е било лозунг на кубинското движение за независимост.
Има няколко версии за произхода на рецептата и името на коктейла, много от тях свързват коктейла с историята на войната за независимост на Куба от Испания, като заслугата за изобретяването на коктейла се приписва или на войниците на американската армия, включително т. нар. „смели конници“ (на английски: Rough Riders), или на кубинските бунтовници.
Фаусто Родригес, рекламен директор на Bacardi, твърди, че е присъствал, когато напитката е била налята за първи път, и представя нотариално заверена декларация за това през 1965 г. Според Родригес това се е случило през август 1900 г., когато той е бил 14-годишен слуга, работещ за член на свързочния армейски корпус на САЩ в Хавана. Един ден в местен бар работодателят на Родригес поръчва ром Bacardi, смесен с кока-кола. Това заинтригува намираща се наблизо група американски войници, които поръчват същото и за себе си, и така се ражда новата популярна напитка.

## Рецепта
Рецепта за коктейла според Международната асоциация на барманите (IBA):
- 50 ml ром (светъл),
- 120 ml кока-кола,
- 10 ml сок от лайм

Пълни се висока чаша с лед, съставките се смесват и се добавят в чашата. Оформя се с резенче лайм. Съществуват вариации на коктейла с други видове ром вместо светъл и лимон вместо лайм.